# 賴德和
賴德和（1943年2月25日—），臺灣作曲家，出生於彰化員林，曾獲吳三連獎、國家文藝獎、傳藝金曲獎等獎項。曾任臺灣省立交響樂團研究部主任，並曾任教於國立臺灣藝術大學、國立臺北藝術大學，2008年退休，持續創作樂曲至今。代表作有《眾妙》（1975，為傳統樂器及打擊樂）、舞劇《紅樓夢》（1983）、《安魂曲：祭九二一臺灣世紀末大地震》（2009）及交響曲《吾鄉印象》（2009）、《海神家族》（2016）等，作品風格形式多元，融合了中西音樂元素。

## 生平
賴德和，1943年出生於彰化員林，為家中老么。1958年於員林實驗中學師範部就讀期間開始學習風琴，畢業後先後任教彰化縣芳苑鄉路上國校、永靖鄉福興國校，並於擔任國校教職期間自學和聲學。1964年考取國立藝術專科學校（今國立臺灣藝術大學）理論作曲組，先後師事陳懋良、史惟亮、許常惠等作曲老師。1968年與陳懋良、馬水龍、游昌發、沈錦堂、温隆信共組向日葵樂會。1969年畢業創作《閒夢遠》獲吳伯超先生作曲獎。1973年擔任臺灣省立交響樂團研究部主任，同年參與「亞洲作曲家聯盟中華民國總會」（2005年改名為亞洲作曲家聯盟臺灣總會，簡稱「曲盟」）。1975年起於東海大學音樂系兼任，開設對位法等課程，1978年獲得DAAD（德國學術交流協會）獎學金，前往薩爾茲堡奧福學院進修兒童音樂教育，並於次年2月考入奧地利薩爾茲堡莫札特音樂院學習西方現代音樂。1980年返臺後於1981年轉任臺灣藝專音樂科專任講師，並協助馬水龍國立藝術學院（今國立臺北藝術大學）音樂系籌備工作，1982年8月起，轉任國立藝術學院音樂系。1984年獲頒第七屆吳三連獎（音樂類藝術獎）。1995年獲文化藝術基金會之藝術家出國研究獎助金，至紐約進修。1998年返臺後重回國立臺北藝術大學任職音樂。2010年獲第14屆國家文藝獎，2014年作品《悲歌》獲第25屆傳藝金曲獎最佳創作獎，2019年作品《咬舌詩》獲得第30屆傳藝金曲獎最佳作曲獎。